# Rudel Obreja
Rudel Obreja (Galați, 6 de agosto de 1965-Bucarest, 12 de marzo de 2023) fue un deportista rumano que compitió en boxeo.
Ganó una medalla de bronce en el Campeonato Mundial de Boxeo Aficionado de 1989 y una medalla de plata en el Campeonato Europeo de Boxeo Aficionado de 1989, en el peso semimedio.
En 2004 asumió la presidencia de la Federación Rumana de Boxeo. En abril de 2022 fue condenado a cinco años de prisión por participar en un caso de corrupción estatal ocurrido en 2018. Un año después, falleció de cáncer de páncreas con 57 años.

## Palmarés internacional
| Campeonato Mundial | Campeonato Mundial | Campeonato Mundial | Campeonato Mundial |
| Año                | Lugar              | Medalla            | Categoría          |
| ------------------ | ------------------ | ------------------ | ------------------ |
| 1989               | Moscú (URSS)       | Medalla de bronce  | 71 kg              |
| Campeonato Europeo |                    |                    |                    |
| Año                | Lugar              | Medalla            | Categoría          |
| 1987               | Turín (Italia)     | Medalla de plata   | 71 kg              |